# Джамшед (Карачи)
Джамшед (англ. Jamshed) — техсил расположенный в центральной части пакистанского города Карачи, столицы провинции Синд. Это самой большой техсил Карачи по площади.

## Географическое положение
Техсил граничит с Лиакатабадом вдоль реки Лайари, на востоке с Гулшаном, на юго-востокt c Коранги вдоль реки Малир. Техсил состоит из 13 союзных советов.

## Населения
В 1998 году население техсила составляло 733,821 человек.

## Власть
- Назим — Джавид Ахмед
- Наиб назим — Зия Уддин Джамаль
- Администратор — Насир Хан